# Lodovico Obexer
Lodovico Obexer (1900) è stato un bobbista italiano.

## Biografia
Nato nel 1900, a 24 anni partecipò ai primi Giochi olimpici invernali, quelli di Chamonix-Mont-Blanc 1924, nel bob a quattro, come pilota insieme a Massimo Fink, Paolo Herbert, Giuseppe Steiner e Luis Trenker, arrivando 6º con il tempo totale nelle 4 manche di 7'15"41.